# Campeonato Sergipano de Futebol de 1985
O Campeonato Sergipano de Futebol de 1985 foi a 62º edição da divisão principal do campeonato estadual de Sergipe. O campeão foi o Sergipe que conquistou seu 22º título na história da competição. O artilheiro do campeonato foi Zé Raimundo, jogador do Vasco, com 14 gols marcados.
O Sergipe conquistou o título no dia 8 de dezembro, após empatar em 1 a 1 com o Itabaiana. O gol do time de Aracaju foi marcado por Londrina aos 23 minutos do primeiro tempo, enquanto que a equipe do interior chegou ao empate mais tarde com Angioletti.

## Equipes participantes
| - Associação Desportiva Confiança (Aracaju) - Estanciano Esporte Clube (Estância) - Associação Olímpica de Itabaiana (Itabaiana) - Lagarto Esporte Clube (Lagarto) | - Centro Sportivo Maruinense (Maruim) - Sport Clube Santa Cruz (Estância) - Club Sportivo Sergipe (Aracaju) - Vasco Esporte Clube (Aracaju) |

## Primeiro turno

### Primeira fase
1º rodada
| 19 de maio | Sergipe | 2 – 0 | Estanciano |  |
|            |         |       |            |  |

| 19 de maio | Itabaiana | 2 – 2 | Vasco-SE |  |
|            |           |       |          |  |

| 19 de maio | Santa Cruz | 2 – 0 | Maruinense |  |
|            |            |       |            |  |

| 19 de maio | Lagarto | 0 – 1 | Confiança |  |
|            |         |       |           |  |

2º rodada
| 26 de maio | Confiança | 0 – 0 | Santa Cruz | Estádio Batistão, Aracaju                  |
|            |           | ficha |            | Público: 1 192 Árbitro: José Américo Beata |

| 26 de maio | Maruinense | 0 – 2 | Sergipe                      | Estádio Gonçalo Prado, Maruim       |
|            |            | ficha | Valença 31' · Cacauzinho 77' | Público: 1 469 Árbitro: José Aílton |

| 26 de maio | Itabaiana | 2 – 2 | Estanciano |  |
|            |           |       |            |  |

| 26 de maio | Lagarto | 1 – 3 | Vasco-SE |  |
|            |         |       |          |  |

3º rodada
| 29 de maio | Vasco-SE | 0 – 0 | Maruinense | Estádio Batistão, Aracaju               |
|            |          | ficha |            | Público: 2 385 Árbitro: Semião Fagundes |

| 29 de maio | Sergipe                                                                  | 7 – 0 | Lagarto | Estádio Batistão, Aracaju                  |
|            | Valença 3', 40', 50' · Evilásio 25' · Nílson Hora 28', 32' · Rivaldo 61' | ficha |         | Público: 2 385 Árbitro: José Joaquim Silva |

| 29 de maio | Itabaiana | 0 – 0 | Santa Cruz | Estádio Presidente Médici, Itabaiana  |
|            |           | ficha |            | Público: 690 Árbitro: Sidrack Marinho |

| 15 de junho | Estanciano | 0 – 0 | Confiança |  |
|             |            |       |           |  |

4º rodada
| 1 de junho | Confiança     | 1 – 1 | Itabaiana | Estádio Batistão, Aracaju               |
|            | Albertino 31' | ficha | Paulo 62' | Público: 2 047 Árbitro: Sidrack Marinho |

| 1 de junho | Santa Cruz | 0 – 0 | Sergipe | Estádio Augusto Franco, Estância     |
|            |            | ficha |         | Público: 1 971 Árbitro: Antônio Góis |

| 5 de junho | Estanciano       | 1 – 0 | Vasco-SE | Estádio Augusto Franco, Estância           |
|            | Nei Bragança 52' | ficha |          | Público: 1 407 Árbitro: José Américo Beata |

| 6 de junho | Maruinense     | 2 – 2 | Itabaiana                 | Estádio Gonçalo Prado, Maruim                 |
|            | Gilvã 27', 51' | ficha | Marquinhos 7' · Paulo 77' | Público: 1 301 Árbitro: José Isidoro Ferreira |

5º rodada
| 9 de junho | Itabaiana | 0 – 0 | Sergipe | Estádio Presidente Médici, Itabaiana           |
|            |           | ficha |         | Público: 6 356 Árbitro: Antônio Vieira de Góis |

| 2 de junho |  | 0 – 0 |  |  |
|            |  |       |  |  |

|  |  | – |  |  |
|  |  |   |  |  |

| 12 de junho | Confiança               | 2 – 0 | Maruinense | Estádio Batistão, Aracaju             |
|             | Róbson 20' · Aldair 74' | ficha |            | Público: 728 Árbitro: Semião Fagundes |

6º rodada
| 15 de junho | Sergipe    | 1 – 0 | Vasco-SE | Estádio Batistão, Aracaju                      |
|             | Valença 4' | ficha |          | Público: 2 908 Árbitro: Antônio Vieira de Góis |

| 15 de junho | Estanciano | 0 – 0 | Confiança | Estádio Augusto Franco, Estância           |
|             |            | ficha |           | Público: 1 403 Árbitro: José Joaquim Silva |

| 15 de junho | Lagarto | 0 – 1 | Itabaiana      | Estádio Paulo Barreto, Lagarto    |
|             |         | ficha | Marquinhos 77' | Público: 976 Árbitro: José Aílton |

|  |  | – |  |  |
|  |  |   |  |  |

## Premiação
| Campeonato Sergipano de 1985 |
| Aracaju                      |
| ---------------------------- |
| Sergipe Campeão (22º título) |